# Adesmia caespitosa
Adesmia caespitosa är en ärtväxtart som beskrevs av Rodolfo Amando Philippi. Adesmia caespitosa ingår i släktet Adesmia och familjen ärtväxter. Inga underarter finns listade i Catalogue of Life.